# 이영주 (성우)
이영주(1953년 3월 26일 ~ )는 대한민국의 성우이다. 1971년 TBC에 입사했으며, 언론통폐합으로 현재는 KBS 13기로 분류된다. 한국방송 성우극회 소속.

## 주요 출연작품

### 애니메이션
※전체 출연작은 외부 링크를 참조
- 구피와 친구들 (KBS) - 맥스 구프
- 데블 파이터 (KBS) - 이혜성
- 방가방가 햄토리 (SBS) - 얌얌이 / 호호 할머니
- 뾰로롱 꼬마마녀 (KBS) - 폴
- 엄마는 4학년 (투니버스) - 민우 / 수정 엄마
- 올림포스 가디언 (SBS) - 할머니 / 아기
- 포켓몬스터 (SBS) - 관철이 / 토게피
- 쥐라기 월드컵 (KBS) - 트리케 / 아라신
- 피너츠 (VIDEO) - 루시 반 펠트
- 짱구는 못말려 (VIDEO) - 짱구
- 천사소녀 네티 (KBS) - 셜록스
- 큐비즈 (재능TV) - 딩크
- 가면라이더 디케이드 (챔프) - 할머니
- 매일엄마 (SBS, 챔프) - 할머니
- 부탁해 마이 멜로디 (SBS) - 플랫
- 뚝딱박사 핌 (KBS) - 당근 부인
- 터보유격대 - 핑크 터보
- 헬로 스팽크 (투니버스) - 얼룩이
- 오! 패밀리 (투니버스)
- 비틀쥬스 (MBC)
- 안녕! 노디 (MBC)
- 노인과 바다 (KBS)
- 몬스터 (투니버스) - 스쿠 어머니
- 아가사 크리스티의 명탐정 포와로와 마플 (투니버스) - 바바라 레이시
- 몬타나 존스 (MBC) - 아메드
- 달의 요정 세일러문 (챔프) - 퀸 메탈리아
- 소년탐정 김전일 Original (챔프) - 키미사와
- 쾌걸 조로 (SBS) - 카테리나
- 뮬란 - 뮬란 어머니
- 뮬란 2 - 뮬란 어머니
- 미녀와 야수 - 바베트

### 영화
- 더 캣 (SBS) - 콴 부인 (에이미 힐)
- 룩 앳 미 (SBS) - 에디트(미셸 모레티)
- 페이싱 (SBS)
- 브래스드 오프 (SBS)
- 모스맨 (SBS) - 고든 부인
- 남과 여 : 20년 후 (SBS) - 줄리
- 매드맥스 2 (SBS) - 레베카(모이라 클라우스) / 야생소년(에밀 민티)
- 깝스 (SBS) - 아그네타 (시셀라 카일)
- 더 야드 (SBS)
- 웨딩플래너 (SBS)
- E.T. (MBC) - 거티 (드루 베리모어)
- 우리들만의 집 (KBS)
- 흐르는 강물처럼 (KBS) - 어릴적 폴 맥클레인 (밴 그라버지) / 마벨(니콜 버데트)
- 아이 리멤버 에이프릴 (KBS) - 타일러 (리처드 테일러 올슨)
- 폭로 (SBS) - 스테파니 카플란 (로즈메리 포사이스)
- 아버지와 어머니 그리고 형제자매들 (SBS) - 잔느 (샤를로트 드 투르크하임)
- 콜리야 (SBS) - 루카 엄마
- 삼형제와 상속자 (SBS) - 제네비에브
- 7일간의 사랑 (SBS)
- 티파니에서 아침을 (KBS) - 홀리의 초대 손님(미리암 넬슨) / 도서관 직원(엘비아 올먼)
- 졸업(KBS) - 벤저민의 어머니(엘리자베스 윌슨) / 전화 음성
- 줄리엣을 위하여 (KBS)
- 아버지의 그늘 (KBS)
- 어둠속의 8일 (KBS)
- 이보다 더 좋을 순 없다 (KBS) - 캐럴의 아들(제시 제임스) / 출판사 직원(린다 게링거) / 의사 선생 조수(안토니아 존스) / 식당 손님
- 사이더 하우스 (KBS) - 버스터 (키에란 컬킨)
- 슈퍼에이트 (VIDEO) - 어린 타로
- 아주 특별한 약속 (SBS)
- 줄리아 로버츠의 사랑 게임 (SBS)
- 하우스 어레스트 (SBS) - 매트
- 제5원소 (KBS) - 남자 아이 / 코벤의 엄마(전화 목소리) / 스튜디어스
- 내 마음의 수호천사 (KBS) - 스티븐 (나단 워트)
- 빠삐용 (KBS)
- 그렘린 2 (SBS) - 마지 (캐슬린 프리먼)
- 007 살인번호 (KBS) - 실비아 트렌치(유니스 게이슨) / 릴리(이본느 시마)
- 소공녀 (KBS) - 라비니아(모리카 존스)
- 꾸러기 전쟁 (KBS) - 선생님(매들린 빌뇌브 부샤르)

### 외화
- 천사들의 합창 (KBS, SBS)
- 스필버그의 어메이징 스토리 (KBS)
- 가면라이더 블레이드 (챔프)
- 닥터 퀸 (KBS)

### 노래
- 애로쏭

## 같이 보기
- 한국방송 성우극회